# Канев, Ицхак
Ицха́к Ка́нев (ивр. יצחק קנב, при рождении — Исаак Борухович Каневский, 22 апреля 1896 года, Мелитополь, Таврическая губерния, Российская империя — 8 мая 1980 год, Тель-Авив, Израиль) — активный деятель сионизма и политик, основатель Купат Холим – израильской системы медицинского страхования через больничные кассы.  Депутат кнессета 1-го созыва от партии МАПАЙ.

## Биография
Исаак Каневский родился 22 апреля (5 мая) 1896 года в городе Мелитополь (сегодня Запорожская область Украины) в семье Боруха Абрам-Мордковича Каневского и его жены Сони Беньяминовны. Учился в Таврическом университете (Симферополь, 1917—1919). В 1917 году стал одним из создателей Гехалуц — организации, которая готовила еврейскую молодёжь к эмиграции в Палестину. В 1919 году контрабандисты переправили его с четырьмя попутчиками из Севастополя в Турцию. Каневский добрался до Стамбула и присоединился к Иосифу Трумпельдору, после чего вся группа постепенно перебралась в Палестину.
В Палестине стал простым сельскохозяйственным рабочим. В марте 1920 года он в числе других эмигрантов оборонял поселение Тель-Хай в Верхней Галилее от нападения арабов и был ранен. В августе того же года участвовал в формировании «Рабочего и оборонительного батальона имени Иосифа Трумпельдора» (сам Трумпельдор незадолго до этого погиб в боях за Тель-Хай). Батальон, в который вошли многие еврейские эмигранты из Крыма, в основном, трудился на сельхозработах, занимался строительством и обустройством новоприбывших эмигрантов.
В 1923 году Канева избрали в исполком Купат Холим. Ицхак Канев продолжил образование в Лондонском университете, Венском университете, а позднее окончил школу экономики и права в Тель-Авиве. В 1947 году основал и возглавил Институт социальных исследований при профсоюзном объединении Гистадрут. После образования Государства Израиль стал во главе департамента Гисдатрута и занимался созданием системы социального страхования и социального обслуживания. С 1957 года по поручению правительства разрабатывал схемы комплексного медицинского страхования.
В 1928 году был избран членом исполнительного комитета, а с 1955 по 1964 год — вице-президентом Международной ассоциации социального страхования. Ицхак Канев — автор многочисленных работ в области социального страхования. Он удостоен Премии Израиля — самой престижной в стране правительственной премии (1962, номинация — общественные науки).
С 20 апреля 1950 года был депутатом кнессета 1-го созыва от партии МАПАЙ, где получил мандат умершего депутата Авраама Тавива.

## Основные труды
- Itzhak Kanev. Social policy and social insurance in Palestine   (1942).
- Itzhak Kanev. Social insurance in Palestine and its reconstruction (1946).
- Itzhak Kanev. Hevrah Be-Yisrael Ve-Tikhnun Sotsyali (1962).
- Itzhak Kanev. Social policy in Israel;: Achievements and shortcomings (1964).
- Itzhak Kanev. Health, services in Israel and public expenditure on health and international comparisons (1965-1966 - 1967/1968) (1969).
- Itzhak Kanev. Social and health research, 1964-1965 (1966).
- Itzhak Kanev. Israel's war on poverty and new approaches to rehabilitation (1971).

Всего более 57 работ на 2 языках.